# Phoradendron acinacifolium
Phoradendron acinacifolium är en sandelträdsväxtart som beskrevs av Carl Friedrich Philipp von Martius och August Wilhelm Eichler.
Phoradendron acinacifolium ingår i släktet Phoradendron och familjen sandelträdsväxter. Inga underarter finns listade i Catalogue of Life.